# Bovallstrand
Bovallstrand – miejscowość (tätort) w Szwecji, w regionie administracyjnym (län) Västra Götaland, w gminie Sotenäs.
Według danych Szwedzkiego Urzędu Statystycznego liczba ludności wyniosła: 447 (31 grudnia 2015), 438 (31 grudnia 2018) i 446 (31 grudnia 2019).